# Passage des Eaux-Vives
Passage des Eaux-Vives är en passage i Quartier Saint-Ambroise i Paris elfte arrondissement. Gatan har fått sitt namn av att det här finns en vattenbrunn. Passage des Eaux-Vives börjar vid Boulevard Richard-Lenoir 69–79 och slutar vid Rue Alphonse-Baudin 6.

## Omgivningar
- Saint-Ambroise
- Place Pasdeloup
- Passage Sainte-Anne-Popincourt
- Impasse Saint-Sébastien
- Passage des Primevères
- Rue Pelée
- Rue Gaby-Sylvia
- Allée Verte

## Kommunikationer
- Tunnelbana – linje  – Richard-Lenoir
- Busshållplats Saint-Claude – Paris bussnät, linje 91

### Webbkällor
- ”Passage des Eaux-Vives”. Mairie de Paris. https://web.archive.org/web/20190905051248/http://www.v2asp.paris.fr/commun/v2asp/v2/nomenclature_voies/Voieactu/3102.nom.htm. Läst 18 oktober 2022.
- ”Passage des Eaux-Vives (11ème arrondissement)”. Les rues de Paris. https://web.archive.org/web/20200115050308/http://www.parisrues.com/rues11/paris-11-passage-des-eaux-vives.html. Läst 18 oktober 2022.